# Röltjärnen (Lillhärdals socken, Härjedalen, 685415-141692)
Röltjärnen är en sjö i Härjedalens kommun i Härjedalen och ingår i Ljusnans huvudavrinningsområde. Sjön har en area på 0,0527 kvadratkilometer och ligger 495,9 meter över havet.

## Delavrinningsområde
Röltjärnen ingår i det delavrinningsområde (685901-141109) som SMHI kallar för Utloppet av Orrmosjön. Medelhöjden är 475 meter över havet och ytan är 47,94 kvadratkilometer. Räknas de 33 avrinningsområdena uppströms in blir den ackumulerade arean 725,4 kvadratkilometer. Sexan som avvattnar avrinningsområdet har biflödesordning 3, vilket innebär att vattnet flödar genom totalt 3 vattendrag innan det når havet efter 280 kilometer. Avrinningsområdet består mestadels av skog (47 procent) och sankmarker (21 procent). Avrinningsområdet har 8,89 kvadratkilometer vattenytor vilket ger det en sjöprocent på 18,5 procent.